# Liste der Baudenkmale in Russell
Die Liste der Baudenkmale in Russell umfasst alle vom New Zealand Historic Places Trust (NZHPT) als „Historic Place“ oder „Historic Area“ eingestuften Baudenkmale und Flächendenkmale der neuseeländischen Ortschaft Russell. Die Angaben stammen aus dem Register des NZHPT. Die Bezeichnungen der Baudenkmale orientieren sich an diesem Register. In die Liste werden auch bekannte Wahi Tapu (Area), kulturell und religiös bedeutsame Stätten und Gebiete der Māori, aufgenommen. Sie werden jedoch meist nicht publiziert.

| Bild          | Bezeichnung                                    | Ort     | Anschrift                                                           | Beschreibung                                 | Bauzeit   | Eintrag           | Nummer | Kat. |
| ------------- | ---------------------------------------------- | ------- | ------------------------------------------------------------------- | -------------------------------------------- | --------- | ----------------- | ------ | ---- |
| Christ Church | Christ Church                                  | Russell | Ecke 1-3 Church Street, Baker Street und Robertson Street Karte     | älteste erhaltene Kirche Neuseeland          | 1835–1836 | 24. November 1983 | 0001   | 1    |
| Pompallier    | Pompallier                                     | Russell | 5 The Strand Karte                                                  | Wohnhaus                                     | 1841–1842 | 23. Juni 1983     | 0004   | 1    |
| Customhouse   | Customhouse                                    | Russell | 37 The Strand Karte                                                 | ehem Zollhaus, heute Polizeistation          | 1870      | 11. Mai 2007      | 0067   | 1    |
| BW            | House                                          | Russell | 2 Queen Street und Wellington Street Karte                          | Wohnhaus                                     | n.a.      | 25. November 1982 | 0408   | 2    |
| BW            | King House                                     | Russell | 17 Beresford Street and Longbeach Road Karte                        | Wohnhaus                                     | n.a.      | 25. November 1982 | 0410   | 2    |
| BW            | Russell Primary School                         | Russell | 2 Baker Street und Chapel Street Karte                              | Grundschule                                  | 1892      | 25. November 1982 | 0418   | 2    |
| BW            | Clendon Cottage                                | Russell | 5 The Strand Karte                                                  | Wohnhaus                                     | 1853      | 25. November 1982 | 0420   | 2    |
| BW            | The Gables                                     | Russell | 19 The Strand Karte                                                 | Restaurant                                   | n.a.      | 25. November 1982 | 0421   | 2    |
| BW            | The Moorings (Dwelling, Formerly Phoebe Brown) | Russell | The Strand Karte                                                    | Wohnhaus                                     | n.a.      | 25. November 1982 | 0422   | 2    |
| BW            | William Paine Brown's House                    | Russell | Te Wahapu Road Karte                                                | Wohnhaus                                     | 1874      | 25. November 1982 | 0423   | 2    |
| BW            | William Paine Brown's House Well               | Russell | Te Wahapu Road Karte                                                | Brunnen                                      | 1874      | 25. November 1982 | 0424   | 2    |
| BW            | Williams Cottage                               | Russell | Yorck Street Karte                                                  | Wohnhaus                                     | 1874      | 16. November 1989 | 5106   | 2    |
| BW            | Te Hikuwai                                     | Russell | The Strand, Kent Street und Wellington Street, Kororareka Bay Karte | Für die Māori bedeutsamer Platz, früherer Pā | n.a.      | 2. Juli 1994      | 6714   | WT   |